# Berlin-Marathon 1977
| 4. Berlin-Marathon     | 4. Berlin-Marathon          |
| ---------------------- | --------------------------- |
| Stadt                  | Berlin, Deutschland         |
| Datum                  | 29. September 1977          |
| Distanz                | 42,195 Kilometer            |
| Sieger                 |                             |
| Männer                 | Norman Wilson (2:16:21 h)   |
| Frauen                 | Angelika Brandt (3:10:27 h) |
| ← Berlin-Marathon 1976 | Berlin-Marathon 1978 →      |
| Website                | Offizielle Website          |

Der Berlin-Marathon 1977 war die 4. Ausgabe der jährlich stattfindenden Laufveranstaltung in West-Berlin, Bundesrepublik Deutschland. Der Marathon fand am 29. September 1977 statt.
Bei den Männern gewann Norman Wilson in 2:16:21 h, bei den Frauen Angelika Brandt in 3:10:27 h.

## Ergebnisse

### Männer
| Platz | Athlet           | Land                   | Zeit (h) |
| ----- | ---------------- | ---------------------- | -------- |
| 01    | Norman Wilson    | Vereinigtes Königreich | 2:16:21  |
| 02    | Michael Hurd     | Vereinigtes Königreich | 2:17:03  |
| 03    | George Eddington | Vereinigtes Königreich | 2:19:10  |
| 04    | Tom Fleming      | Vereinigte Staaten     | 2:20:27  |

### Frauen
| Platz | Athletin        | Land           | Zeit (h) |
| ----- | --------------- | -------------- | -------- |
| 01    | Angelika Brandt | BR Deutschland | 3:10:27  |
| 02    | Ingrid Winter   | BR Deutschland | 3:50:42  |
| 03    | Ingrid Stöbe    | BR Deutschland | 3:54:11  |